# Pierre-Jean Coquillat
Pierre-Jean Coquillat dit le Père Coquillat, né le 9 juin 1831 à Lyon et mort le 17 septembre 1915 dans la même ville est un canut et un homme de théâtre. Il dirige le Théâtre de la Gaité. Il est une personnalité de la Croix-Rousse et de la vie lyonnaise.

## Biographie
Le père et la mère de Pierre-Jean Coquillat sont instituteurs. Lorsque la mère quitte le foyer Pierre abandonne ses études pour devenir apprenti dans un atelier de soierie. En 1845, à quatorze ans il monte, dans l'appartement familial, une "crèche" (théâtre de marionnettes à tringle et à fils) qui rencontre le succès auprès de ses amis.  Le théâtre devient sa passion. Il  entre au théâtre des Quatre Étages (rue des Fantasques) et en devient un des principaux acteurs. 
Il se marie en 1851  et reprend ses activités dans la soierie. De ce mariage naîtront deux filles et un garçon.
Sa fascination pour le théâtre ne faiblit pas et il crée son propre théâtre en 1869. L'ouverture a lieu le 5 septembre, le théâtre est en face de son atelier de tissage, rue Diderot. Après les difficultés de lancement le petit théâtre devient le plus célèbre des petits théâtres lyonnais. Deux représentations sont données chaque semaine, le samedi et le dimanche. Ce sont des drames tels que La nonne sanglante d'Anicet-Bourgeois ou Les deux orphelines d'Adolphe Émery.
Félix Benoit décrit l'ambiance : « la salle était garnie de bancs rustiques, et l'on y accédait par une ténébreuse allée au bout de laquelle un trou avait été percé dans le mur en guise de guichet. La mère Coquillat délivrait les billets et consentait volontiers une réduction lorsqu'on insistait un peu. Certains, parmi les spectateurs apportaient leur manger et saucissonnaient tout au long de la soirée ».
Charles Montcharmont, futur directeur des Célestins de 1906 à 1941, fait ses premières armes au théâtre de la Gaieté.
Mais, au début du xxe siècle, le public se raréfie et en 1910, le théâtre est remplacé par le Gaieté Cinéma. A la fermeture de son théâtre, le père Coquillat se remet à son métier à tisser car toute sa vie il a été  tisseur et homme de théâtre : «Le Père Coquillat, c'était un  grand vieillard sec et droit, s'exprimant d'une voix claire et traînante, en bon canut qu'il était. Car l'art dramatique auquel il avait voué sa vie n'était pour lui qu'un accessoire. Son métier de tisseur était là, derrière son théâtre, et le bistenclac en retentissait pendant les longues journées laborieuses».
Lors de la séance du 7 février 1916 le conseil municipal de Lyondécide de donner le nom du père Coquillat à la montée des Fantasques qui devient la montée Coquillat.